# Anna Comarella
Anna Comarella, född 12 mars 1997, är en italiensk längdskidåkare som tävlar i världscupen. Comarella kom på sjuttonde plats i skiathlontävlingen i världsmästerskapen i nordisk skidsport. Hon körde både Olympiska vinterspelen 2018 och 2022, med en tjugosjätte plats som bäst individuellt.